# Marloffstein
Marloffstein er en kommune i Landkreis Erlangen-Höchstadt i Regierungsbezirk Mittelfranken i den tyske delstat Bayern. Den er en del af Verwaltungsgemeinschaft Verwaltungsgemeinschaft Uttenreuth.
Der er flere sevædige slotte i kommunen: Schloss Marloffstein, Schloss Adlitz, Schloss Atzelsberg og Schloss Rathsberg.

## Geografi
Kommunen ligger på en højderyg, syv kilometer nordøst for Erlangen. Naboskabet til Erlangen og den vide udsigt gennem Regnitzdalen, og det Frankiske Schweiz og i syd mod Nürnberg, gør højderyggen til et yndet udflugtsmål.
Nabokommuner er (med uret fra nord):

Langensendelbach, Neunkirchen am Brand, Uttenreuth, Spardorf, Erlangen, Bubenreuth

## Landsbyer
- Marloffstein
- Adlitz mit Schneckenhof
- Atzelsberg
- Rathsberg

- Wikimedia Commons har flere filer relateret til Marloffstein